# 耳叶爵床属
耳叶爵床属（学名：Perilepta）是爵床科下的一个属，为草本植物。该属共有约8种，分布于印度至中印半岛。